# Черкасов, Андрей Сергеевич
Андре́й Серге́евич Черка́сов (23 апреля 1972 года, Москва) — российский тележурналист-международник, автор и ведущий проекта на телеканале «Настоящее время», Радио Свобода — с осени 2015 года.
Ранее в разное время работал на НТВ и «Первом канале». Лауреат премии «ТЭФИ-1996» в номинации «Лучший репортёр».

## Биография
Андрей Черкасов родился 23 апреля 1972 года в Москве в семье телеоператора. Учился в московской школе № 5 (1230). В середине 1980-х годов некоторое время находился вместе с отцом в Вашингтоне. В 1994 году окончил факультет журналистики МГУ имени М. В. Ломоносова по специальности «журналист-международник». Учился на одном курсе вместе с будущими коллегами Владимиром Ленским, Эрнестом Мацкявичюсом, Вячеславом Грунским, Сергеем Гапоновым, Владимиром Чернышёвым и Александром Хабаровым. Также обучался некоторое время на одном курсе с Андреем Малаховым.

### В российских СМИ
Карьеру в журналистике начал в 1991 году на недавно образованной радиостанции «Эхо Москвы». С того же года работал в Информационном телевизионном агентстве РГТРК «Останкино». Редактор и корреспондент информационных программ «Время», «ТСН» и «ИТА Новости», часто освещал официальные протокольные мероприятия. Проходил стажировку на BBC.
С октября 1993 по сентябрь 2009 года Андрей Черкасов работал в информационной редакции телекомпании НТВ. Корреспондент, специальный корреспондент Службы информации ТОО, затем ОАО «Телекомпания НТВ», автор репортажей для телепрограмм «Сегодня» и «Итоги». В более поздние годы также делал репортажи для программ «Намедни», «Страна и мир», «Личный вклад» и «Сегодня. Итоговая программа» с Кириллом Поздняковым. Некоторое время (с января 1995 по 1996 год) работал корреспондентом в Чечне. Был одним из первых (наряду с Владимиром Лускановым) тележурналистов с НТВ, который получил премию ТЭФИ как лучший репортёр. Согласно воспоминаниям Татьяны Митковой, Черкасов получил свою статуэтку за репортаж, посвящённый российским лётчикам из Афганистана, улетевшим от захватчиков на своём же самолёте.
С ноября 1996 по осень 1998 года — ведущий выпусков новостей «Сегодня утром» и «Сегодня днём» на НТВ. Иногда заменял своих коллег в вечерних выпусках программы.
С апреля 1999 по ноябрь 2006 года — собственный корреспондент, директор представительства ОАО «Телекомпания НТВ» в Великобритании и Северной Ирландии (Лондон). Во время смены руководства на НТВ в апреле 2001 года Андрей Черкасов остался работать в штате телекомпании, тем самым, согласившись работать с администрацией Бориса Йордана. В составе бригад телеканала освещал взрывы в Лондоне, произошедшие в июле 2005 года.
С ноября 2006 по сентябрь 2009 года — обозреватель Службы информации (Дирекции информационного вещания) ОАО «Телекомпания НТВ». В этот период журналист специализировался преимущественно на освещении протокольных «паркетных» мероприятий с участием президента и председателя правительства России. 25 апреля 2007 года в паре с Владимиром Кондратьевым вёл прямой репортаж с церемонии прощания с первым президентом РФ Борисом Ельциным на телеканале НТВ. В мае 2007 года в качестве интервьюера записал беседу с госсекретарём США Кондолизой Райс.
Автор документальных фильмов «Большой репортаж. Контракт-2014» (о победе российской заявки на право проведения у себя Зимних Олимпийских игр 2014 года) и «Может быть, моя цель непостижима…» (об А. И. Солженицыне), показанных на НТВ в июле 2007 и в августе 2008 года соответственно.
С октября 2009 по сентябрь 2015 года работал на «Первом канале». Первый месяц работал на телеканале как московский обозреватель, один из первых своих репортажей на данном месте работы подготовил с визита тогдашнего президента России в Сербию. С ноября 2009 по декабрь 2013 года являлся заведующим корреспондентским бюро «Первого канала» в Вашингтоне, США. Здесь и далее работал для телепрограмм «Новости» и «Время».
С декабря 2013 по сентябрь 2015 года — заведующий корреспондентским бюро «Первого канала» в Париже, Франция, сменил на этой позиции Наталию Юрьеву. Ближе к концу работы на телеканале делал репортажи и из других стран Европы. Последний репортаж на данном телеканале выпустил 12 сентября 2015 года.
О причинах ухода с «Первого канала» Черкасов рассказал в январе 2018 года в одном из интервью:

«Всё началось не сразу. Но постепенно стал меняться общий тон подачи информации о происходящем на Западе. И это мне не нравилось. Появлялось всё больше негативной информации, и постепенно она превратилась в инструмент пропаганды. Сначала это не так бросалось в глаза, поскольку, например, отношения с США при президентах Обаме и Медведеве были ещё относительно хорошими. Я радовался этому, потому что в то время как раз работал в Вашингтоне. Но после крымского кризиса всё изменилось».

География сюжетов журналиста крайне обширна: за более чем 20 лет работы в российских СМИ совершил десятки рабочих командировок по всему миру: Австралия, Юго-Восточная Азия, Ближний Восток и Латинская Америка.
Член Академии Российского телевидения с 2010 года.

### В иностранных СМИ
С сентября 2015 года по настоящее время Андрей Черкасов работает в Праге (Чехия). Является автором и ведущим проекта «Смотри в оба» (телеканал «Настоящее время», Радио Свобода), в котором рассказывается об искажённой информации в эфире новостей на российских государственных телеканалах. Там же выступает как медиааналитик. Деятельность Черкасова в иностранных СМИ сопровождалась рядом его публичных критических суждений в адрес российской пропаганды.

## Личная жизнь
Владеет английским и французским языками. Женат, по состоянию на 2018 год имеет двоих детей.

## Награды
- Премия «ТЭФИ—1996» в номинации «Репортёр» — программы «Сегодня» и «Итоги»[3].
- Орден Дружбы (указом Президента РФ Владимира Путина № 815 от 27 июня 2007 года награждён «за большой вклад в развитие отечественного телевидения и плодотворную работу» как обозреватель Дирекции информационного вещания НТВ)[68][69].
- Благодарность Президента Российской Федерации (23 апреля 2008 года) — «за информационное обеспечение и активную общественную деятельность по развитию гражданского общества в Российской Федерации»[70].